# Paracorymbia simplonica
Paracorymbia simplonica là một loài bọ cánh cứng trong họ Cerambycidae.